# Бентон (округ, Теннесси)
Округ Бентон (англ. Benton County) располагается в штате Теннесси, США. Официально образован 19 декабря 1835 года. По состоянию на 2010 год, численность населения составляла 16 489 человек.

## География
По данным Бюро переписи США, общая площадь округа равняется 1129,241 км2, из которых 1023,051 км2 — суша, и 41,000 км2, или 9,480 % — это водоёмы.

## Население
По данным переписи населения 2000 года в округе проживает 16 537 жителей в составе 6863 домашних хозяйств и 4886 семей. Плотность населения составляет 16,00 человек на км2. На территории округа насчитывается 8595 жилых строений, при плотности застройки около 8,00-ми строений на км2. Расовый состав населения: белые — 96,44 %, афроамериканцы — 2,10 %, коренные американцы (индейцы) — 0,33 %, азиаты — 0,24 %, гавайцы — 0,00 %, представители других рас — 0,20 %, представители двух или более рас — 0,69 %. Испаноязычные составляли 0,95 % населения независимо от расы.
В составе 27,30 % из общего числа домашних хозяйств проживают дети в возрасте до 18 лет, 58,10 % домашних хозяйств представляют собой супружеские пары, проживающие вместе, 9,50 % домашних хозяйств представляют собой одиноких женщин без супруга, 28,80 % домашних хозяйств не имеют отношения к семьям, 25,70 % домашних хозяйств состоят из одного человека, 12,30 % домашних хозяйств состоят из престарелых (65 лет и старше), проживающих в одиночестве. Средний размер домашнего хозяйства составляет 2,37 человека, и средний размер семьи 2,82 человека.
Возрастной состав округа: 22,00 % — моложе 18 лет, 7,00 % — от 18 до 24, 26,20 % — от 25 до 44, 27,00 % — от 45 до 64, и 27,00 % — от 65 и старше. Средний возраст жителя округа — 42 года. На каждые 100 женщин приходится 93,80 мужчин. На каждые 100 женщин старше 18 лет приходится 91,40 мужчин.
Средний доход на домохозяйство в округе составлял 28 679 USD, на семью — 32 727 USD. Среднестатистический заработок мужчины был 29 177 USD против 19 038 USD для женщины. Доход на душу населения составлял 14 646 USD. Около 11,90 % семей и 15,60 % общего населения находились ниже черты бедности, в том числе — 23,90 % молодежи (тех, кому ещё не исполнилось 18 лет) и 11,70 % тех, кому было уже больше 65 лет.